# Гроус Појнт Шорс (Мичиген)
Гроус Појнт Шорс (енгл. Grosse Pointe Shores, Michigan) град је у америчкој савезној држави Мичиген. По попису становништва из 2010. у њему је живело 3.008 становника.

## Демографија
Према попису становништва из 2000. у граду је живело 2.823 становника.
| Група             | 2000.  | 2010.         |
| Белци             | . (.%) | 2.747 (91,3%) |
| Афроамериканци    | . (.%) | 58 (1,9%)     |
| Азијати           | . (.%) | 113 (3,8%)    |
| Хиспаноамериканци | . (.%) | 56 (1,9%)     |
| Укупно            | .      | 3.008         |